# أكاديمية الشرطة (مصر)
أكاديمية الشرطة هي أكاديمية مستقلة تضم كلية الشرطة التابعة لوزارة الداخلية المصرية، تختص بتأهيل الطلبة من حملة شهادة الثانوية العامة والأزهرية والشهادات المعادلة ليصبحوا ضباطا عاملين لدى الشرطة المصرية بمختلف قطاعاتها. أنشئت في العام 1896 تحت اسم «مدرسة البوليس» ومنذ نشأتها وهي تحرص على تقديم كل ما هو جديد وحديث في مجال فرض الأمن والأمان وزيادة معدل مكافحة الجريمة بكافة أنواعها وعلاوة على ذلك تقديم كافة الخدمات المعنية بها الوزراة إلى المواطنين.

## أسماء الكلية
مرت الكلية منذ انشائها بعدة مسميات:
- المرحلة الأولى: مولد مدرسة البوليس ونشأتها 1896 – 1906
- المرحلة الثانية: مدرسة البوليس والإدارة وتطويرها 1907 – 1924
- المرحلة الثالثة: كلية البوليس 1925 – 1952
- المرحلة الرابعة: كلية الشرطة 1953 – 1974
- المرحلة الخامسة: أكاديمية الشرطة (كلية الشرطة) 1975 – حتى الآن.

## مرحلة الدراسة
أربعة سنوات دراسيه يتخرج بعدها الطالب يحمل رتبة ملازم ويحصل على ليسانس القانون والشرطة.

## الأقسام والإدارات
- كلية الشرطة
- كلية الدراسات العليا
- كلية التدريب والتنمية وتشمل كل من (معهد القادة لضباط الشرطة & معهد تدريب ضباط قوات الأمن & معهد اتصالات الشرطة)
- مركز بحوث الشرطة
- تدريب كلاب الأمن والحراسة

## ظهور مسمى كلية الشرطة 1959
تغير اسم كلية البوليس وأصبح كلية الشرطة وتغيرت مسميات الرتب في عام 1959، وتغير لفظ البوليس وأصبح الشرطة بعد صدور قرار من وزير الداخلية في 23 يناير 1959 في شأن إصدار كتاب نظام الشرطة، الذي ظهر في تعريب لفظ البوليس إلى الشرطة. وورد بالكتاب تحت عنوان كلية الشرطة كل ما يتعلق بنظامها وشروط الالتحاق بها. وقد أضاف الكتاب في هذا المجال جديدا هو اشتراط ان يكون الطالب المتقدم للكلية حاصلا على شهادة اتمام الدراسة الثانوية العامة أو على شهادة تعتبرها وزارة التربية والتعليم معادلة لها بشرط الا يكون قد مضى على حصوله على هذا المؤهل أكثر من عامين دراسيين، يكون قد سبق أن قضاهما باحدى الكليات أو المعاهد العلمية العليا، واما بقية الشروط فكانت متفقة تماما مع ما جاء بالقانون 416 لسنة 1953، واما تغيير مسميات رتب رجال الشرطة فقد تغيرت نظرا لتقيد الشرطة بكل ما يطرأ على المصطلحات والرتب العسكرية المستعملة في الجيش والتي تغيرت في أول عام 1959

وقد مرت كلية الشرطة في الفترة من 1959 حتى 1974 بالعديد من اوجه التغيير والتطوير وأهم الاحداث حسب تسلسلها التاريخى ما يلى:
- صدر القانون رقم 238 لسنة 1959 وذلك بمناسبة الوحدة مع سوريا حيث منح لوزير الداخلية سلطة الاستثناء من شرط القبول والسن المحددين لدخول الكلية وحتى يمكن قبول الطلبة السوريين الراغبين في الالتحاق بكلية الشرطة كما منح وزير الداخلية بعد أخذ راى مجلس الكلية ان ينشئ بقرار منه دراسات بوليسية خاصة ببرامج معينة ولمدة محدودة ويمنح الخريج دبلوما في العلوم الشرطية.
- كما اجاز هذا القانون في مادته الثانية لوزير الداخلية – بناء على اقتراح مجلس الكلية – اعفاء الطلبة أو الضباط غير المتمتعين بجنسية الجمهورية العربية المتحدة من بعض أو كل الرسوم الدراسية والاضافية.
- صدر الأمر العمومى رقم 43 في 29 أكتوبر سنة 1959 من وزارة الداخلية في شأن البناء التنظيمى للكلية.
- صدر القرار الجمهورى رقم 205 لسنة 1960 بضم 18 فدان من الأرض المجاورة للكلية من الناحية الشمالية بمناسبة خطة التوسعات الجديدة.
- صدر القرار الوزارى رقم 107 لسنة 1961 بنظام كلية الشرطة.
- رغبة في اعداد جيل من قيادات الشرطة اصدرت الوزارة القرار رقم 65 لسنة 1962 بإنشاء معهد الدراسات العليا لضباط الشرطة لصقل المواهب وتنمية القدرات لكبار الضباط واعدادهم لتولى المناصب القيادية وتزويدهم بسائر العلوم الحديثة والمعارف وكل ما يتطلبه مسايرة المجتمع وسيكون هذا المعهد أحد الأجهزة التابعة للاكاديمية بعد انشائها كما كان يقع في بداية عمله بمبنى كلية الشرطة بالعباسية وكان مديره هو مدير الكلية.
- صدر القانون 36 لسنة 1965 معدلا شروط القبول في شأن طول القامة ومتوسط عرض الصدر.
- صدر القرار الوزارى رقم 76 لسنة 1965 في شأن إعادة تقسيم القطاعات الرئيسية للوزارة واحتفظ بالاشراف المباشر على كلية الشرطة لوكيل الوزارة الذي يقع في المستوى الإداري بعد الوزير مباشرة.
- صدر قرار رئيس الجمهورية رقم 2864 لسنة 1965 بإنشاء ثلاثة كراسى لاساتذة القانون بكلية الشرطة وهي (كرسى للقانون المدنى – واخر للقانون العام – وثالث للقانون الرومانى وتاريخ القانون).
- في 22 أكتوبر 1966 تم تعيين وكيل وزارة للتدريب وشئون الأفراد وقد اقتضى إعادة تقسيم قطاعات الوزارة الرئيسية مع إعادة توزيع الاختصاصات ولهذا صدر القرار الوزارى رقم 144 لسنة 1966 في 13 نوفمبر 1966 ونص القرار على تبعية كلية الشرطة لوكيل الوزارة للتدريب وشئون الأفراد وقد جمع هذا القرار كل أجهزة التعليم والتدريب في قطاع واحد وذلك من منطلق ايمان وزارة الداخلية باهمية اعداد ضباط الشرطة وتطوير ادائهم وتنمية مهاراتهم في العمل فجمع بين كلية الشرطة ومعهد الدراسات العليا لضباط الشرطة والإدارة المركزية للتدريب تحت رئاسة وكيل وزارة واحد.
- صدر القرار رقم 42 لسنة 1967 والذي اشترط الا يقبل بالكلية من تقل نسبة نجاحه في الثانوية العامة أو الشهادة المعادلة لها عن 55% الا في احوال معينة ثم اعقبه القرار رقم 138 لسنة 1967 بشأن استثناء أبناء واخوة من استشهد أو ثبت غيابه بسبب العمليات العسكرية من شرط المجموع.
- في أبريل سنة 1967 اصدر وزير الداخلية قرار بتعديل لائحة النظام الداخلى للكلية مما جعل الوزير هو المختص بتحديد اعداد المقبولين والفئات المستثناة من شرط المجموع كما صدرت عدة قرارات معدلة اهمها ما صدر بتاريخ 22 أغسطس 1967 في 4 ديسمبر 1967 .
- صدر قرار وزارى في 11 فبراير 1968 ينص على التامين على حياة الطلبة بالكلية بمبلغ الف جنيه تصرف في حالة الوفاة أو الإصابة.
- في 22/7/1968 صدر قرار وزارى ينظم القبول في الكلية على أساس درجات الثانوية العامة فقط مع تفضيل الاصغر سنا وحد القرار من الاستثناءات بعد أن كانت قد اتسعت كثيرا وشملت كثير من الفئات الخاصة واتجه هذا القانون إلى التعويل في القبول على المجموع دون اتاحة الفرصة لدراسة الخلفية الاجتماعية والبيئية للطالب.
- صدر في عام 1968 القانون رقم 50 والذي احال في تشكيل مجلس الكلية لسلطة وزير الداخلية.
- صدر قرار جمهورى في 30/10/1968 بتشكيل مجلس للاشراف على التعليم في كلية الشرطة على أن يشكل بقرار من وزير الداخلية.
- صدر القرار الوزارى رقم 1089 في 11/5/1970 بنقل اختصاصات مركز تدريب الخيالة بمرتباته وعهدته من مصلحة التدريب إلى كلية الشرطة (الخيالة).
- وافقت الكلية في 18 يوليو 1971 على قبول طلبات التحاق حملة الثانوية الازهرية بعد أن ورد تقرير من وزارة التربية والتعليم بمعادلة هذه الشهادة بالثانوية العامة.
- اعدت الكلية دراسة في نوفمبر 1972 لتطوير نظم التعليم بالكلية لكى تمنح ليسانس الحقوق لخريجيها بعد تصديق المجلس الأعلى للجامعات.
- في سبتمبر 1974 طور نظام القبول بالكلية باشتراط تقديم تقرير من مدير المدرسة الثانوية التي تخرج منها الطالب وضرورة اجتيازه اختبار للتاكد من صلاحيته نفسيا بالتعاون مع أطباء القوات المسلحة.
- وبعد نصر أكتوبر المجيد وبدء مسيرة السلام واتساع نطاق الحرية السياسية صدر القرار الوزارى رقم 2073 في سبتمبر 1974 بشأن تنظيم الوزارة وتوزيع الاختصاصات والواجبات وكان من أهم ملامح هذا القرار في مجال الدراسة هو انفصال قطاع التدريب عن قطاع الأفراد وظهوره كقطاع مستقل تحقيقا لمزيد من التخصص وبهدف الارتفاع بمستوى الأداء وقد أصبحت الأجهزة التابعة لهذا القطاع باشراف مساعد للوزير لقطاع التدريب هي (كلية الشرطة – مصلحة التدريب – معهد الدراسات لعليا لضباط الشرطة – اتحاد الشرطة الرياضي)

## كلية الشرطة من 1975 حتى الآن
- وافقت الكلية في 18 يوليو 1971 على قبول طلبات التحاق حملة الثانوية الازهرية بعد أن ورد تقرير من وزارة التربية والتعليم بمعادلة هذه الشهادة بالثانوية العامة.
- اعدت الكلية دراسة في نوفمبر 1972 لتطوير نظم التعليم بالكلية لكى تمنح ليسانس الحقوق لخريجيها بعد تصديق المجلس الأعلى للجامعات.
- في سبتمبر 1974 طور نظام القبول بالكلية باشتراط تقديم تقرير من مدير المدرسة الثانوية التي تخرج منها الطالب وضرورة اجتيازه اختبار للتاكد من صلاحيته نفسيا بالتعاون مع أطباء القوات المسلحة.
- وبعد نصر أكتوبر المجيد وبدء مسيرة السلام واتساع نطاق الحرية السياسية صدر القرار الوزارى رقم 2073 في سبتمبر 1974 بشأن تنظيم الوزارة وتوزيع الاختصاصات والواجبات وكان من أهم ملامح هذا القرار في مجال الدراسة هو انفصال قطاع التدريب عن قطاع الأفراد وظهوره كقطاع مستقل تحقيقا لمزيد من التخصص وبهدف الارتفاع بمستوى الأداء وقد أصبحت الأجهزة التابعة لهذا القطاع باشراف مساعد للوزير لقطاع التدريب هي (كلية الشرطة – مصلحة التدريب – معهد الدراسات لعليا لضباط الشرطة – اتحاد الشرطة الرياضي)
- المرحلة الخامسة من 1975 حتى الآن/
  - في منتصف عام 1975 صدر القانون رقم 91 الخاص بإنشاء أكاديمية الشرطة بوزارة الداخلية لكى تتولى إعداد ضباط الشرطة والقيام بالدراسات التخصصية العليا وإعداد الأبحاث العلمية والتطبيقية في علوم الشرطة ومجالات عملها وكذلك تدريب ضباط الشرطة. " إن المعنى الحقيقي لأكاديمية الشرطة يتجلى فيما ترمز اليه كمؤسسة علمية متخصصة وأول جامعة شرطية متكاملة يندر أن يوجد لها مثيل في أي دولة من دول العالم، فعلى قدر ما نعلم لا يوجد حتى الآن معهد شرطى مماثل يمنح خريجيه درجة علمية جامعية – ليسانس في الحقوق وعلوم الشرطة – ثم يتيح لهم بعد ذلك فرصة الالتحاق بالدراسات العليا به للحصول على درجتى " الماجستير والدكتوراه في علوم الشرطة ".[1]